# Mount Nebo (berg i Australien, New South Wales)
Mount Nebo är ett berg i Australien. Det ligger i regionen Wollongong och delstaten New South Wales, i den sydöstra delen av landet, omkring 72 kilometer sydväst om delstatshuvudstaden Sydney. Toppen på Mount Nebo är 252 meter över havet.
Runt Mount Nebo är det tätbefolkat, med 286 invånare per kvadratkilometer.. Närmaste större samhälle är Wollongong, nära Mount Nebo. 
I omgivningarna runt Mount Nebo växer i huvudsak städsegrön lövskog. Genomsnittlig årsnederbörd är 1 288 millimeter. Den regnigaste månaden är februari, med i genomsnitt 215 mm nederbörd, och den torraste är juli, med 34 mm nederbörd.